# Káva
Káva község Pest vármegyében, a Monori járásban.

## Fekvése
A Gödöllői-dombság legdélibb vonulatánál (Monor-Irsai dombság) fekszik, Pilis, Bénye és Pánd között.
Gyönyörű természeti környezet, változatos állat- és növényvilág jellemzi. A Monor-Irsai dombság legeldugottabb települése. Területén két nagy löszvölgy húzódik. Akác- és fenyőerdők övezik. A tájkép változatos, dombok, völgyek, rétek tarkítják a látványt.

### Megközelítése
Csak közúton érhető el: Bénye vagy Pánd érintésével a 3112-es, Pilis felől pedig a 3123-as úton.

## Története
Első okleveles említése 1375-ben történt. A település neve a középkori oklevelekben Kalwa, Kalna formában bukkan fel. Az etimológusok szerint a név első tagja a szláv "kal" (sár) szót tartalmazza. A XIV. században a Kálnai család birtokolja. A XV. századtól több birtokosa is ismert (például a Kápolnai család).

### A török időkben
A török korban Káva puszta a pesti náhijéhez tartozott.
1546-ban: „Káva puszta, ráják nélkül. A jövedelem a tizedekből 205 akcse: búzatized 10 kile, kevert tized 16 kile és szénatized 25 akcse.” Haszonélvezője Haszán bin Ahmed tímár-birtokos.
1559-ben ugyanezen a környéken két Káva pusztát írtak össze: „Kálva [sic!] puszta, ráják nélkül, Pánd falu közelében, a nevezett faluval együtt fizessen: búzatizedből 6 kilét, kevert tizedből 2 kilét és 400 akcse legelőadót.” Haszonélvezőjére nincs adatunk.
„Kálva puszta, ráják nélkül. Zsiger nevű falu gyaurjai művelték, vele együtt számíttassék: búzatized 15 kile, kevert tized 8 kile és szénatized 6 szekér.” Haszonélvezőjére nincs adatunk.
1562-ben ugyancsak két Káva pusztát írtak össze: „Kálv [sic!] puszta, ráják nélkül, Pánd falu közelében. A jövedelem a tizedekből 500 akcse.” Haszonélvezőjére nincs adatunk. „Kálva puszta, ráják nélkül, Zsiger falu közelében.” Jövedelmét nem tüntették fel. A tímár-defter szerint az egyik Káva puszta jövedelme 200 akcse, haszonélvezője Ali bin Alagöz tímár-birtokos.
1580-ban már csak egy Káva pusztát említettek (a jövedelméből ítélve, feltehetőleg a két pusztát együtt): „Kálva puszta, ráják nélkül. Zsiger falu közelében a nevezett falu lakosai szántják-vetik, rétjét kaszálják és állataikat ott legeltetik, és tizedváltság címén átalányban évenként 2000 akcsét fizetnek.” Haszonélvezője Haszán bin Ahmed ziámet-birtokos.
1590-ben: „Kálva puszta, ráják nélkül, Zsiger falu közelében, a nevezett falu lakosai szántják-vetik, rétjét kaszálják és állataikat ott legeltetik, és tizedváltság címén átalányban évenként 2000 akcsét fizetnek.” Haszonélvezőjére nincs adatunk.

### A 18. század elejétől
Káva a török hódoltság végére elnéptelenedett. 1690-ben lakatlan pusztaként említik. Nem szerepel az 1715. és az 1720. évi országos összeírásokban sem.
1661-ben Halmy Gábor nyert rá adományt Wesselényi Ferenc nádortól. Tőle örökölte meg az Abaúj vármegyéből származó, evangélikus vallású fáji Fáy család egyik tagja, idősb László.
Káva 1715-ben Gombához tartozott. Ez utóbbi település szintén a Fáyok birtoka volt már a 17. századtól. 1701-ben Fáy István és Ferenc birtoka. Új templomát is ők építették fel 1700 körül. A Fáy  család – a Podmaniczkyakhoz, Prónayakhoz hasonlóan – a Pest vármegyei evangélikusság markáns pártfogói közé tartozott. Gombán kívül a vármegyében Bénye, Pécel, Maglód, Gyömrő, Dab és Apostag volt részben vagy egészben a tulajdonuk.
Káva földesura 1724-ben ifjabb Fáy László. Szervezett újratelepítését ő kezdeményezte 1725-ben, nagyrészt evangélikus szlovákokkal (valószínűleg Nógrád vármegyéből). A legelső néhány telepescsalád viszont magyar volt, és 1723–1724 folyamán érkezett ide.
1725-ben Puky Andrásné Fáy Kata nyert adományt Kávára többek között. A Puky család Abaúj, Borsod, Heves és Pest vármegyékben volt birtokos.

### Káva történelme 1848-tól 1918-ig
Az 1848–49-es forradalom és szabadságharc kávai katonái:
Ábrahám Pál honvéd
Árokszállási János honvéd
Benyó Ádám honvéd
Bodor István tűzmester
Geér János honvéd
(Forrás: általános iskola)
A szlovák lakosság a 20. század elejéig őrizte kultúráját, anyanyelvét.

## Közélete

### Polgármesterei
- 1990–1994: Kálmán József (független)[4]
- 1994–1998: Kálmán József (független)[5]
- 1998–2002: Kálmán József (független)[6]
- 2002–2006: Kálmán József (független)[7]
- 2006–2010: Kálmán József (független)[8]
- 2010–2014: Veszteg Zsolt (független)[9]
- 2014–2018: Dobrovenszki Norbert (független)[10]
- 2019–2019: Veszteg István (független)[11][12]
- 2019–2024: Veszteg Zsolt (független)[13]
- 2024– : Kakas Zsolt (független)[1]

A településen 2019. február 10-én időközi polgármester-választást tartottak, az előző polgármester lemondása miatt; posztjáért egyetlen jelölt indult.

## Népesség
A település népességének változása:
| Lakosok száma | 664  | 665  | 682  | 687  | 642  | 625  | 631  |
|               | 2013 | 2014 | 2018 | 2021 | 2022 | 2023 | 2024 |

A 2011-es népszámlálás során a lakosok 89,2%-a magyarnak, 0,2% cigánynak, 0,2% görögnek, 0,2% németnek, 0,9% románnak, 0,6% szlováknak mondta magát (10,8% nem nyilatkozott; a kettős identitások miatt a végösszeg nagyobb lehet 100%-nál). A vallási megoszlás a következő volt: római katolikus 35,9%, református 10,6%, evangélikus 12,6%, görögkatolikus 0,2%, felekezeten kívüli 12,6% (27,1% nem nyilatkozott).
2022-ben a lakosság 92,7%-a vallotta magát magyarnak, 0,9% cigánynak, 0,5% szlováknak, 0,5% németnek, 0,2% örménynek, 0,2% románnak, 4,2% egyéb, nem hazai nemzetiségűnek (6,9% nem nyilatkozott; a kettős identitások miatt a végösszeg nagyobb lehet 100%-nál). Vallásuk szerint 23,5% volt római katolikus, 11,4% református, 8,4% evangélikus, 0,9% görög katolikus,  1,2% egyéb keresztény, 0,2% egyéb katolikus, 15,7% felekezeten kívüli (38,6% nem válaszolt).

## Nevezetességei

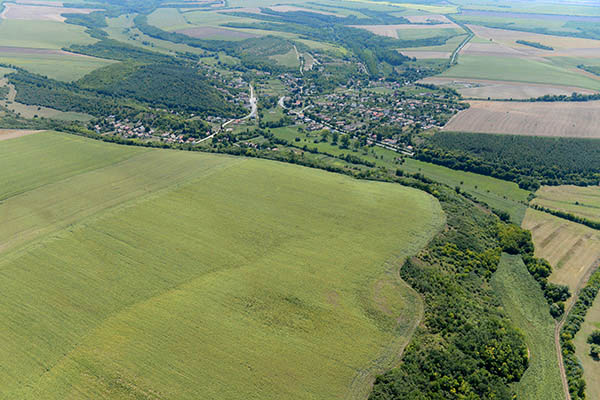
Várhegy légi fotó

- Puky-kúria - Egy 18. században itt állt épület helyén 1830-ban építtette Puky Simon és Márton az időközben többször átalakított klasszicista kúriát. 1945 után egy ideig italbolt volt, majd általános iskola lett. A Puky-család Káván tégla- és cserépégetéssel is foglalkozott.
- Törökhíd - A híd a falu és Bénye közötti zsigerpusztai határban található, a Gombai-patak felett ível át.

Neve ellenére nem a törökök építették: Ezen  keresztül szállították a középkor folyamán az erdélyi sóbányákból a sót Pestre. Korábban a Sajgón ívelt át, jelenlegi formáját 1815-ben kapta.
- A faluban egy picinyke római katolikus és egy evangélikus templom található.

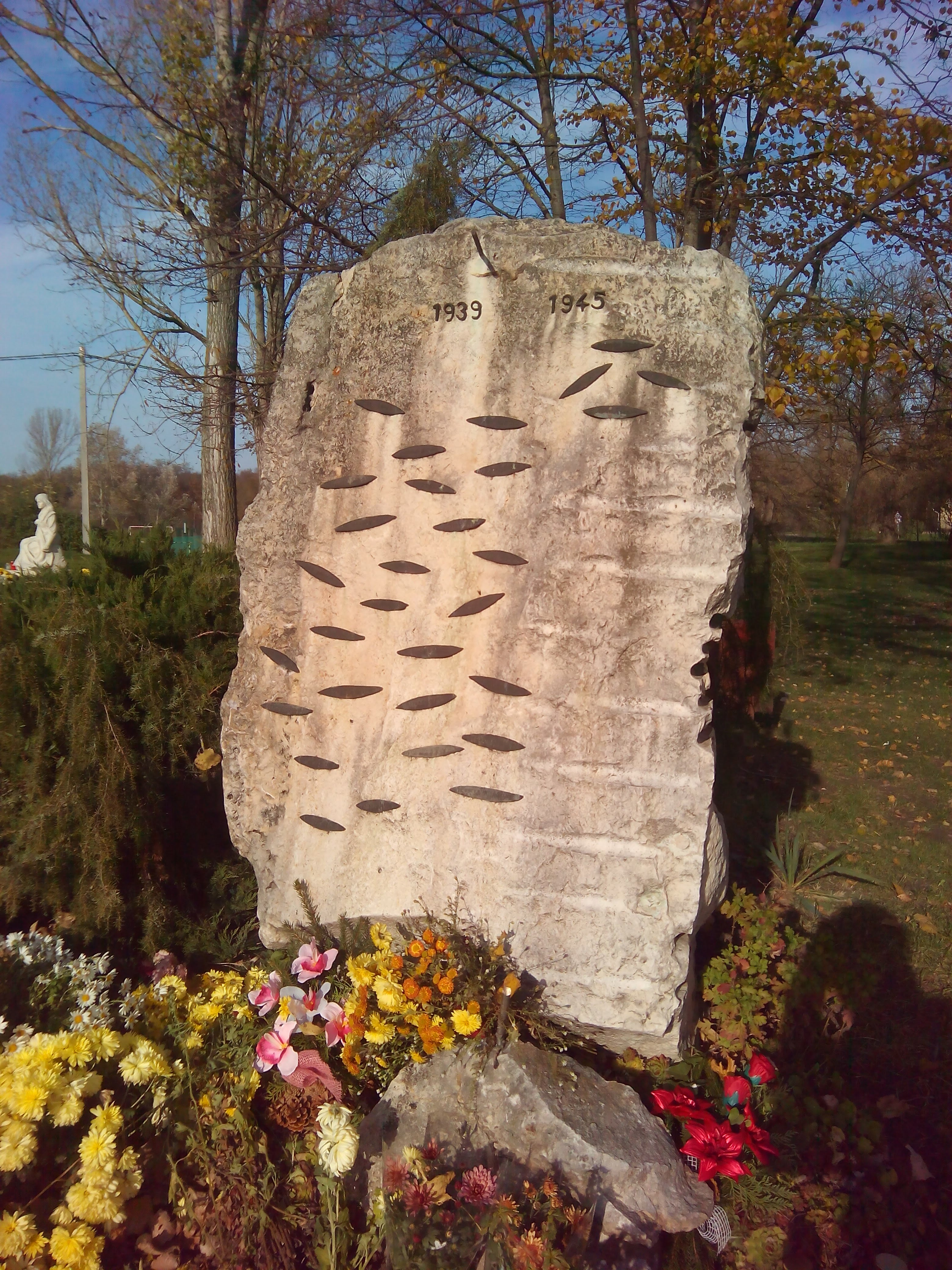
II. világháborús emlékmű

- II. világháborús emlékműA ma iskolaként működő Puky-kastély udvarán áll a tanítók fája, amely minden pedagógusnak emléket állít, aki a településen valaha tanított. A parkban a millenniumi, az első világháborús és a második világháborús emlékmű és a Kölcsey Ferenc szobor áll.
- Hosszúvölgy és a Szélmalom-domb. Védett növények is megtalálhatók itt, mint például az erdei szellőrózsa és a tavaszi hérics.